# Włodzimierz Dzerowicz
Włodzimierz Dzerowicz (ur. 10 marca 1887 w Łowiczu, zm. ?) – kapitan administracji (piechoty) Wojska Polskiego.

## Życiorys
Urodził się 10 marca 1887 w Łowiczu, ówczesnym mieście powiatowym guberni warszawskiej, w rodzinie Włodzimierza. Był wyznania prawosławnego. Ukończył sześć klas w 1 Gimnazjum Męskim w Warszawie, a następnie Odeską Szkołę Junkrów Piechoty. 10 września 1907 został mianowany podoficerem, a 6 sierpnia 1910 podporucznikiem. Służył w 41 Selengijskim pułku piechoty należącym do 11 Dywizji Piechoty. 19 października 1913 został wyznaczony na stanowisko szefa łączności pułku. W szeregach tego pułku walczył w czasie I wojny światowej, awansując na porucznika, a następnie sztabskapitana . Latem 1917 był ranny lub kontuzjowany .
Do Wojska Polskiego został przyjęty z byłej armii rosyjskiej w stopniu kapitana. 1 czerwca 1921 pełnił służbę w 33 pułku piechoty. 3 maja 1922 został zweryfikowany w stopniu kapitana ze starszeństwem z dniem 1 czerwca 1919 i 72. lokatą w korpusie oficerów piechoty, a jego oddziałem macierzystym był nadal 33 pp. Później został przeniesiony do 39 pułku piechoty w Jarosławiu i przydzielony do Powiatowej Komendy Uzupełnień Pińczów na stanowisko I referenta. 18 maja 1923 został przydzielony do Szefostwa Poborowego Dowództwa Okręgu Korpusu Nr IX w Brześciu na stanowisko III referenta. W sierpniu następnego roku, po likwidacji Szefostwa Poborowego DOK IX, został przydzielony do PKU Biała Podlaska na stanowisko I referenta. W październiku 1924 został przydzielony do PKU Bielsk Podlaski na takie samo stanowisko. W lutym 1926, w związku z wprowadzeniem nowej organizacji służby poborowej, został wyznaczony na stanowisko kierownika I referatu administracji rezerw i zastępcy komendanta PKU Bielsk Podlaski. We wrześniu 1927 został przydzielony do 15 Dywizji Piechoty w Bydgoszczy na stanowisko kierownika kancelarii. W kwietniu 1929 został zwolniony z zajmowanego stanowiska i oddany do dyspozycji dowódcy Okręgu Korpusu Nr VIII, a z dniem 31 października tego roku przeniesiony w stan spoczynku jako „zupełnie i trwale niezdolny do służby wojskowej zawodowej”. W 1934, jako kapitan administracji stanu spoczynku pozostawał w ewidencji Powiatowej Komendy Uzupełnień Bydgoszcz Miasto.
Był żonaty.

## Ordery i odznaczenia
- Order Świętego Włodzimierza 4 stopnia z mieczami i kokardą – 25 września 1915[3]
- Order Świętej Anny 2 stopnia z mieczami – 16 lipca 1916[3]
- Order Świętego Stanisława 2 stopnia z mieczami – 12 czerwca 1915[3]
- Order Świętej Anny 3 stopnia z mieczami i kokardą – 17 czerwca 1915[3]
- Order Świętego Stanisława 3 stopnia z mieczami i kokardą – 16 lipca 1915[3]